# Zabójstwa polityczne w Libanie
Zabójstwa polityczne w Libanie stanowią czynnik destabilizujący sytuację w tym państwie, w którym wciąż żywe są podziały religijne, społeczne i polityczne oraz wpływy ościennych mocarstw. Podczas długoletniej wojny domowej libańskie życie publiczne uległo znacznej brutalizacji. W okresie tym śmierć w zamachach poniosło m.in. dwóch nowo wybranych prezydentów Libanu. Również zabójstwa czołowych polityków w ostatnich latach świadczą o piętnie, jakie wojna odcisnęła na życiu społecznym Libańczyków. Udany zamach na premiera Rafika al-Haririego nie jest odosobnionym przypadkiem, ginęli również deputowani do parlamentu libańskiego oraz sprzeciwiający się wpływom Syrii w tym kraju dziennikarze. Za większość zamachów Libańczycy obwiniają syryjskie służby specjalne i ich sojuszników.

## Zamordowani prezydenci Republiki Libańskiej
- Baszir al-Dżumajjil (1947–1982) – charyzmatyczny przywódca milicji Kataeb-Falang Libańskich i Sił Libańskich, 23 sierpnia 1982 roku został wybrany prezydentem Republiki Libańskiej. Na życie polityka kilka razy organizowano zamachy[5]. Prezydent elekt zginął z 26 towarzyszami 14 września 1982 roku w eksplozji bomby podłożonej w dowództwie „Falang” przez Habiba Chartouniego, członka syryjskiej SPSN[6].
- René Moawad (1925–1989) – wybrany na prezydenta Libanu 5 listopada 1989 roku. Siedemnaście dni później zginął w eksplozji samochodu, w którym umieszczono 200 kg trotylu[7].

## Zamordowani premierzy Republiki Libańskiej
- Rijad as-Sulh (1894–1951) – premier Libanu w latach 1943–1945 oraz 1946–1951. Został zabity 17 lipca 1951 roku w Ammanie przez syryjskiego nacjonalistę w odwecie za egzekucję Antuna Sa’ady[8].
- Raszid Karami (1921–1987) – ośmiokrotny premier Libanu. 1 czerwca 1987 roku helikopter, którym miał podróżować z Trypolisu do zachodniego Bejrutu, został rozerwany przez wybuch bomby. O zamach oskarżono lidera prawicowych bojówek, Samira Dżadżę[9].
- Rafik al-Hariri (1944–2005) – premier Libanu w latach 1992–1998 oraz 2000–2004. Jego śmierć wraz z ponad 20 innymi osobami w zamachu bombowym w Bejrucie przeprowadzonym 14 lutego 2005 roku doprowadziła do wybuchu cedrowej rewolucji[10]. Dla zbadania sprawy zamachu powołano Trybunał Specjalny dla Libanu[11].

## Pozostali zamordowani libańscy politycy
- Fuad Dżumblatt (1885–1921) – lider społeczności druzyjskiej, zabity przez członków konkurencyjnego klanu Arslan.
- Kamal Dżumblatt (1917–1977) – syn Fuada, założyciel Socjalistycznej Partii Postępu, lider lewicowego Libańskiego Ruchu Narodowego. Został zamordowany wraz z dwoma towarzyszami 16 marca 1977 roku, w wiosce Deir Doureet, podczas podróży z Al-Muchtary do Bejrutu[12][13].
- Tony Farandżijja (1941–1978) – syn prezydenta Sulajmana Farandżijji, przywódca milicji Brygada Marada. Zabity wraz z żoną Verą, kilkuletnią córką Jihane oraz kilkudziesięcioma innymi osobami przez oddział „Falang” dowodzony przez Samira Dżadżę i Eliasa Hobejkę. Wydarzenie to miało miejsce 13 czerwca 1978 roku w posiadłości Farandżijjów w Ehden[14].
- Musa as-Sadr (1929–1978?) – duchowny szyicki, przywódca Ruchu Wydziedziczonych, którego zbrojnym skrzydłem był Amal. Zaginął w sierpniu 1978 roku, w czasie wizyty w Libii[15].
- Dany Szamun (1934–1990) – syn prezydenta Kamila Szamuna, przywódca „Tygrysów”, lider Narodowej Partii Liberalnej. Polityk został zamordowany we własnym mieszkaniu razem z żoną i dwoma synami 21 października 1990 roku[16].
- Abbas al-Musawi (1952–1992) – duchowny szyicki, lider Hezbollahu, zginął 16 lutego 1992 roku w ataku rakietowym dokonanym z izraelskiego śmigłowca[17].
- Elie Hobeika (1956–2002) – jeden z byłych przywódców Sił Libańskich. Został zabity 25 stycznia 2002 roku w zamachu bombowym w Hazmiji, na przedmieściach Bejrutu[18].
- Ramzi Irani (1966–2002) – studencki działacz organizacji „Kataeb”. Został porwany 5 maja 2002 roku, a jego zmasakrowane ciało odnaleziono piętnaście dni później[19].
- Samir Kassir (1960–2005) – historyk, lewicowy dziennikarz, jeden z założycieli Demokratycznego Ruchu Lewicy. Zginął 2 czerwca 2005 roku w wyniku wybuchu samochodu-pułapki w chrześcijańskiej dzielnicy Bejrutu Aszrafija[20].
- George Hawi (1938–2005) – były sekretarz generalny Libańskiej Partii Komunistycznej. Poniósł śmierć 21 czerwca 2005 roku w wyniku wybuchu samochodu-pułapki[21]. Zamach miał miejsce niedługo po tym, jak Hawi oświadczył, iż ujawni sprawców zabójstwa Kamala Dżumblatta, związanych z rodziną prezydenta Syrii[22].
- Dżubran Tueni (1957–2005) – redaktor naczelny największego libańskiego dziennika An Nahar, deputowany do parlamentu libańskiego z listy Zgromadzenia Kurnet Szehwan. Zginął w zamachu bombowym 12 grudnia 2005 roku[23].
- Bijar Amin al-Dżumajjil (1972–2006) – syn prezydenta Amina al-Dżumajjila, bratanek Baszira, działacz „Kataeb” i Sojuszu 14 marca, minister przemysłu w rządzie Fuada Siniory. 21 listopada 2006 roku niezidentyfikowani sprawcy ostrzelali na przedmieściach Bejrutu jego konwój. Choć rannego polityka natychmiast zawieziono do szpitala, al-Dżumajjil zmarł[24].
- Walid Eido (1942–2007) – deputowany z ramienia Sojuszu 14 Marca. 13 czerwca 2007 roku nieznani sprawcy zdetonowali ładunek umieszczony w jego samochodzie. Zginął również syn polityka, Chaled, oraz osiem innych osób[25].
- Antoine Ghanem (1943–2007) – deputowany do parlamentu libańskiego z ramienia „Kataeb”. Zginął 19 września 2007 roku w wyniku wybuchu samochodu-pułapki w bejruckiej dzielnicy Sin al-Fil[26].
- Saleh al Aridi (1957–2008) – członek władz Libańskiej Partii Demokratycznej. Poniósł śmierć 10 września 2008 roku w Baysour, gdy eksplodował jego samochód[27].
- Muhammad Szatah (1951–2013) - minister finansów w rządzie Fuada Siniory. Zginął w Bejrucie 27 grudnia 2013 w wyniku wybuchu samochodu-pułapki[28].

## Inni zamordowani Libańczycy
- Linda Dżumblatt (1921–1976) – siostra lidera lewicy, Kamala Dżumblatta. 27 maja 1975 roku grupa uzbrojonych mężczyzn włamała się do jej bejruckiego mieszkania i otworzyła ogień do niej i córek[29].
- Selim Lowzi – dziennikarz, porwany i odnaleziony martwy 24 lutego 1980 roku[14].
- Riad Taha – przewodniczący Libańskiego Stowarzyszenia Wydawców, zabity 22 lipca 1980 roku[2].
- Soubhi al Saleh – wpływowy duchowny muzułmański, mufti Trypolisu. Został zastrzelony 7 października 1986 roku[9].
- Mohammad Choucair – doradca prezydenta Amina al-Dżumajjila. Zamordowany we własnym domu 2 sierpnia 1987 roku[2].
- Hasan Chalid (1921–1989) – przywódca duchowy libańskich sunnitów (wielki mufti Republiki Libańskiej). Zginął wraz z innymi 21 osobami 16 maja 1989 roku w wyniku eksplozji samochodu-pułapki (prawdopodobnie na zlecenie syryjskich służb wywiadowczych)[30].
- François Hadżdż (1953–2007) – generał, szef operacji wojskowych Libańskich Sił Zbrojnych, zabity 12 grudnia 2007 roku w zamachu bombowym (dokonanym prawdopodobnie przez terrorystów islamskich)[31].
- Wisam Eid (1977–2008) – kapitan libańskiej policji, czołowy oficer śledczy, związany z rządem Fuada Siniory. Zabity 25 stycznia 2008 roku w wybuchu samochodu-pułapki w chrześcijańskiej dzielnicy Bejrutu (5 zabitych i 42 osoby ranne)[32].
- Wissam al-Hassan (1965–2012) - sunnicki generał, szef wywiadu libańskiej policji, stojący czele dochodzenia w sprawie zabójstwa byłego premiera Rafika al-Haririego; zginął w zamachu bombowym 19 października 2012 roku[33][34].